# Best of You
Pour les articles homonymes, voir Best of.
Singles de Foo Fighters
Have It All
(2003) DOA
(2005)
Best of You est le premier single du groupe de rock Foo Fighters issu de l'album In Your Honor sorti en 2005.
Ce titre est repris par Prince lors de son concert à la mi-temps du Super Bowl en 2007.

## Liste des titres
Toutes les chansons sont écrites et composées par Dave Grohl, Taylor Hawkins, Nate Mendel, Chris Shiflett.
| 1. | Best of You                                                   | 4:16 |
| 2. | I'm in Love with a German Film Star (reprise de The Passions) | 4:21 |

| 1. | Best of You                             | 4:16 |
| 2. | FFL                                     | 2:31 |
| 3. | Kiss the Bottle (reprise de Jawbreaker) | 4:04 |
| 4. | What an Honour (interview vidéo)        |      |

| 1. | Best of You | 4:16 |
| 2. | Spill       | 3:30 |

## Charts
| Chart (2005)                      | Position |
| --------------------------------- | -------- |
| Australian Singles Chart          | 5        |
| Dutch Singles Chart               | 94       |
| European Hot 100 Singles          | 14       |
| Irish Singles Chart               | 20       |
| Italian Singles Chart             | 36       |
| New Zealand Singles Chart         | 38       |
| Swedish Singles Chart             | 41       |
| UK Singles Chart                  | 4        |
| UK Rock Chart                     | 1        |
| U.S. Billboard Hot 100            | 18       |
| U.S. Pop 100                      | 20       |
| U.S. Hot Modern Rock Tracks       | 1        |
| U.S. Mainstream Rock Tracks chart | 1        |
| U.S. Adult Top 40                 | 38       |

## Certifications
| Pays                  | Certification | Unités certifiées |
| --------------------- | ------------- | ----------------- |
| Australie (ARIA)      | Platine       | 70 000            |
| Canada (Music Canada) | Or            | 40 000            |
| Danemark (IFPI)       | Or            | 45 000            |
| États-Unis (RIAA)     | 2 × Platine   | 2 000 000         |
| Italie (FIMI)         | Or            | 25 000            |
| Mexique (AMPROFON)    | Platine       | 60 000            |
| Royaume-Uni (BPI)     | Platine       | 600 000           |

## Membres du groupe lors de l'enregistrement de la chanson
- Dave Grohl - chant, guitare
- Chris Shiflett - guitare
- Nate Mendel - basse
- Taylor Hawkins - batterie